# براندشاید
براندشاید (به آلمانی: Brandscheid) یک شهر در آلمان است که در بیتبورگ-پروم واقع شده است.